# Pool Gavilánez
Pool Geovanny Gavilánez Solís (Guayaquil, Ecuador; 8 de marzo de 1981) es un exfutbolista y entrenador ecuatoriano de fútbol que actualmente dirige a Guayaquil City de la Serie B de Ecuador.

## Trayectoria

### Como futbolista
Comenzó su trayectoria en el equipo juvenil de Emelec. Luego, en el año 2001, fue cedido a préstamo a Santa Rita de la Serie B de Ecuador.
Durante su tiempo en Emelec, tuvo experiencias en otros clubes como Delfín y Peñarol, donde fue cedido a préstamo.
En el año 2003, tuvo una experiencia internacional en Uruguay con el Alianza Fútbol Club en la Segunda División. Sin embargo, regresó a Emelec después de ese período de préstamo.
Luego, en 2004, fue cedido a préstamo al Audaz Octubrino, antes de volver a Emelec al final del período de préstamo.
Su carrera dio un giro en 2005 cuando fichó por Deportivo Quevedo, lo que marcó su debut en una liga profesional. Este fue un paso importante en su carrera, ya que le permitió jugar regularmente en la Serie A de Ecuador.
Después de su paso por Deportivo Quevedo, se unió a la Academia Alfaro Moreno en 2006, aunque volvió a quedar sin equipo al año siguiente. En 2007 se unió a Patria para disputar el torneo de la Segunda Categoría. 
En 2010 volvió a estar sin equipo antes de unirse al Calvi FC más tarde en la misma temporada.
Se retiró del fútbol profesional en 2011, jugando para Carlos Borbor Reyes.

### Como entrenador
Después de retirarse como futbolista, se matriculó en el Instituto Tecnológico Superior de Fútbol (ITSF) de Guayaquil para estudiar para ser entrenador. Se graduó tres años después y pasó a dirigir a Guayaquil Sport en la Segunda Categoría de Ecuador.
En 2017, fue nombrado director deportivo de River Ecuador por nueve meses, antes de ser designado entrenador interino y luego entrenador principal del club. El 11 de julio de ese mismo año, el club cambió su nombre a Guayaquil City, y el 6 de noviembre del mismo año renovó su contrato hasta 2018.
Con Guayaquil City, participó en la Copa Sudamericana 2021; sin embargo, fue eliminado en la primera fase por Aucas.
El 5 de diciembre de 2022, renovó su contrato hasta 2027.
En 2023, presenció el descenso del club a la Serie B, la segunda división del fútbol ecuatoriano.

## Selección nacional

### Categorías inferiores
En 2001, fue seleccionado sub-20 con la selección ecuatoriana para su participación en el mundial sub-20 de Argentina, siendo su entrenador Fabián Burbano.

#### Participaciones en Copas del Mundo
| Campeonato                  | Sede      | Resultado        | Partidos | Goles |
| --------------------------- | --------- | ---------------- | -------- | ----- |
| Copa Mundial Sub-20 de 2001 | Argentina | Octavos de final | 4        | 0     |

## Clubes

### Como futbolista
| Club                           | País    | Año       |
| ------------------------------ | ------- | --------- |
| Emelec                         | Ecuador | 2000      |
| Santa Rita (cedido)            | Ecuador | 2001      |
| Delfín (cedido)                | Ecuador | 2002      |
| Peñarol de Portoviejo (cedido) | Ecuador | 2003      |
| Alianza (cedido)               | Uruguay | 2003      |
| Audaz Octubrino (cedido)       | Ecuador | 2004      |
| Emelec                         | Ecuador | 2005      |
| Deportivo Quevedo              | Ecuador | 2006      |
| Academia Alfaro Moreno         | Ecuador | 2006      |
| Patria                         | Ecuador | 2007-2009 |
| Calvi                          | Ecuador | 2010      |
| Carlos Borbor Reyes            | Ecuador | 2011      |

### Como entrenador
| Club            | País    | Año       |
| --------------- | ------- | --------- |
| Guayaquil Sport | Ecuador | ?         |
| Guayaquil City  | Ecuador | 2017-Act. |